# NGC 2468
NGC 2468 је лентикуларна галаксија у сазвежђу Рис која се налази на NGC листи објеката дубоког неба.
Деклинација објекта је + 56° 21' 33" а ректасцензија 7h 58m 2,2s. Привидна величина (магнитуда) објекта NGC 2468 износи 14,0 а фотографска магнитуда 15,0. NGC 2468 је још познат и под ознакама UGC 4110, MCG 9-13-95, CGCG 287-16, PGC 22325.